# Brignoliolus
Genre
Brignoliolus est un genre d'araignées aranéomorphes de la famille des Agelenidae.

## Distribution
Les espèces de ce genre se rencontrent en Asie de l'Ouest, en Asie centrale et en Russie en Oural.

## Liste des espèces
Selon World Spider Catalog (version 25.5, 15/12/2024) :
- Brignoliolus arganoi (Brignoli, 1978)
- Brignoliolus caudatus (de Blauwe, 1973)
- Brignoliolus charitonovi (Spassky, 1939)
- Brignoliolus coenobita (Brignoli, 1978)
- Brignoliolus juglandicola (Ovtchinnikov, 1984)
- Brignoliolus nenilini (Ovtchinnikov, 1999)
- Brignoliolus ovchinnikovi Zonstein & Marusik, 2024
- Brignoliolus turkestanicus (Ovtchinnikov, 1999)
- Brignoliolus vignai (Brignoli, 1978)

## Systématique et taxinomie
Ce genre a été décrit par Ovtchinnikov en 1999 comme un sous-genre de Coelotes. Il est élevé au rang de genre par Zonstein et Marusik en 2024.

## Étymologie
Ce genre est nommé en l'honneur de Paolo Marcello Brignoli.

## Publication originale
- Ovtchinnikov, 1999 : « On the supraspecific systematics of the subfamily Coelotinae (Araneae, Amaurobiidae) in the former USSR fauna. » Tethys Entomological Research, vol. 1, p. 63-80.